# Unternehmen Herbstreise

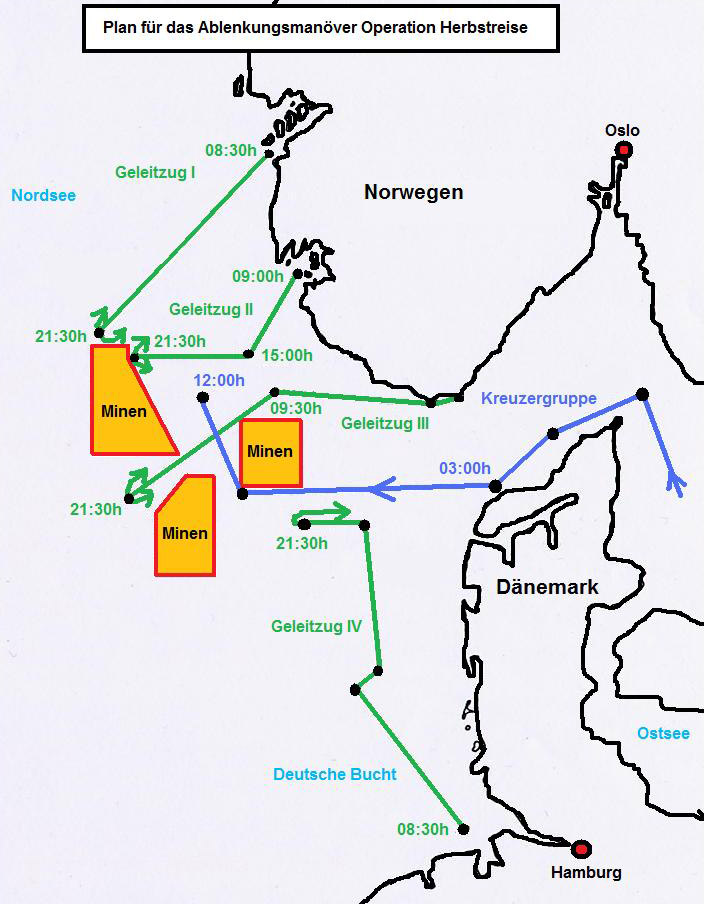
Unternehmen „Herbstreise“

Herbstreise war der Deckname einer deutschen Militäroperation für ein geplantes deutsches Ablenkungsmanöver für die Landung in Großbritannien (Unternehmen Seelöwe) im Gebiet der Nordsee. Die Planung des Unternehmens erfolgte ab dem 1. August 1940 durch das Marinegruppenkommando Ost unter Führung des Admirals Rolf Carls. Dieser schlug der Seekriegsleitung folgende Maßnahmen vor (wörtliches Zitat aus dem Schreiben Carls’ an die Seekriegsleitung):
„Drei Tage vor Beginn des Unternehmens Seelöwe sollten in Dänemark und Norwegen deutliche Truppenverschiebungen durchgeführt werden. Anschließend sollten in Südnorwegen sieben bis zehn Frachter von etwa 2000 BRT in Geleitzügen auslaufen, gefolgt von zwei kleinen Lazarettschiffen, um dem Feind vorzutäuschen, dass Landungstruppen in der Tat eingeschifft worden seien.“
Dieser Vorschlag wurde vom Armeeoberkommando XXXVI unterstützt, das einen Landungsangriff aus dem deutsch besetzten norwegischen Raum Oslo–Bergen gegen die britische Ostküste zwischen Edinburgh und Newcastle vorsah. Hierfür sollte die Einschiffung der 69. und 214. Infanterie-Division vorgetäuscht werden. Des Weiteren plante das Heereskommando XXXI, aus Norddeutschland heraus einen Landungsangriff im Raum der englischen Ortschaft Blyth vorzutäuschen. Hierfür war als Täuschungstruppe die 163. Infanterie-Division vorgesehen.
Weitere Marine-Kräfte sollten das Transportunternehmen simulieren. Diese sollten in enger zeitlicher Abstimmung mit dem vorgetäuschten bzw. tatsächlichen Landungsunternehmen „Seelöwe“ erfolgen. Die Schweren Kreuzer Admiral Hipper und Admiral Scheer sollten fünf bis sechs Tage vor dem Beginn des Scheinangriffs im Gebiet der britischen Blockadelinie der Northern Patrol zwischen Island und den Färöer-Inseln auftauchen. Dies sollte einen Teil der britischen Home Fleet nach Norden locken und binden. Diese Schiffsverbände hätten vor dem Beginn des eigentlichen Landungsunternehmens „Seelöwe“ zur Ergänzung ihres Brennstoffvorrates einen Versorgungshafen anlaufen müssen.
Die Seekriegsleitung ergänzte die Vorschläge Admiral Carls’ durch weiteren Schiffsraum für die Ablenkungsoperation. Zusätzlich vorgesehen wurden daher die Schnelldampfer Europa, Bremen, Gneisenau und Potsdam. Schließlich wurden folgende Geleitzüge zusammengestellt.
- Geleitzug I: die Dampfer Stettiner Greif, Dr. Heinrich Wiegand und Pommern, gesichert durch acht weitere kleine Schiffe.
- Geleitzug II: die Dampfer Steinburg, Bugsee, Ilse L. M. Russ und Flottbeck, gesichert durch acht weitere kleine Schiffe.
- Geleitzug III: die Dampfer Iller, Sabine Howaldt und Lumme, gesichert durch sechs weitere kleine Schiffe.
- Geleitzug IV: die Schnelldampfer Europa, Bremen, Gneisenau und Potsdam, gesichert durch den Leichten Kreuzer Emden sowie fünf Boote der Torpedo-Schulflottille.

Zur Fernsicherung der geplanten Geleitzüge sollten die Leichten Kreuzer Nürnberg und Köln sowie das Artillerieschulschiff Bremse und fünf weitere kleinere Schiffe eingesetzt werden. Zur Funktäuschung wurden die Wetterbeobachtungsschiffe Sachsen, Fritz Homann und Adolf Vinnen eingeplant.
Das gesamte Unternehmen „Herbstreise“ wurde wie auch das Unternehmen Seelöwe mehrfach verschoben und später nicht mehr umgesetzt.
Zu Verschleierung der Landung in der Normandie („Operation Overlord“) führten die Alliierten 1943/44 in ähnlicher Weise mit der „Operation Fortitude“ eine vermeintliche Landung bei Calais sowie in Norwegen durch.